# Juberg-Hayward-Syndrom
Das Juberg-Hayward-Syndrom oder orokraniodigitales Syndrom ist eine sehr seltene angeborene Erkrankung mit Lippen-Kiefer-Gaumen-Spalte, Mikrozephalie und abnormem Daumen.
Synonyme sind: Lippenkiefergaumenspalte – Daumenanomalien – Mikrozephalie; Oro-kranio-digitales Syndrom; orokraniodigitales Syndrom
Die Bezeichnung bezieht sich auf den Erstbeschrieb von 1969 durch den amerikanischen Kinderarzt Richard Juberg und den Kieferchirurgen James R. Hayward.

## Vorkommen
Die Häufigkeit wird mit unter 1 zu 1.000.000 angegeben, die Vererbung erfolgt vermutlich autosomal – rezessiv,  autosomal-dominante Vererbung ist jedoch auch denkbar.

## Ursache
Der Erkrankung liegen Mutationen im ESCO2-Gen auf Chromosom 8 Genort p21.1 zugrunde.
Mutationen in diesem Gen finden sich auch beim Roberts-Syndrom.

## Klinische Erscheinungen
Kriterien sind:
- meist beidseitige Lippen-Kiefer-Gaumen-Spalte
- Epikanthus, Hypertelorismus, breite und plumpe Nasenspitze
- Mikrozephalie
- Hypoplastische nach distal verschobene Daumen ohne Beugbarkeit der Phalangen
- Radius-Hypoplasie mit Luxationsstellung des Radiusköpfchens und eingeschränkter Streckbarkeit im Ellenbogen
- Klinodaktylie der 4. Zehe, Syndaktylie II/III
- Minderwuchs[2]

## Diagnose
Über eine vorgeburtliche Diagnose wurde berichtet.

## Differentialdiagnose
Differentialdiagnostisch abzugrenzen sind:
- OFM Nager-Syndrom
- Goldenhar-Symptomenkomplex
- LARD (lakrimoaurikuloradiodentales Syndrom)